# Dorfstraße 17 (Neuses am Berg)

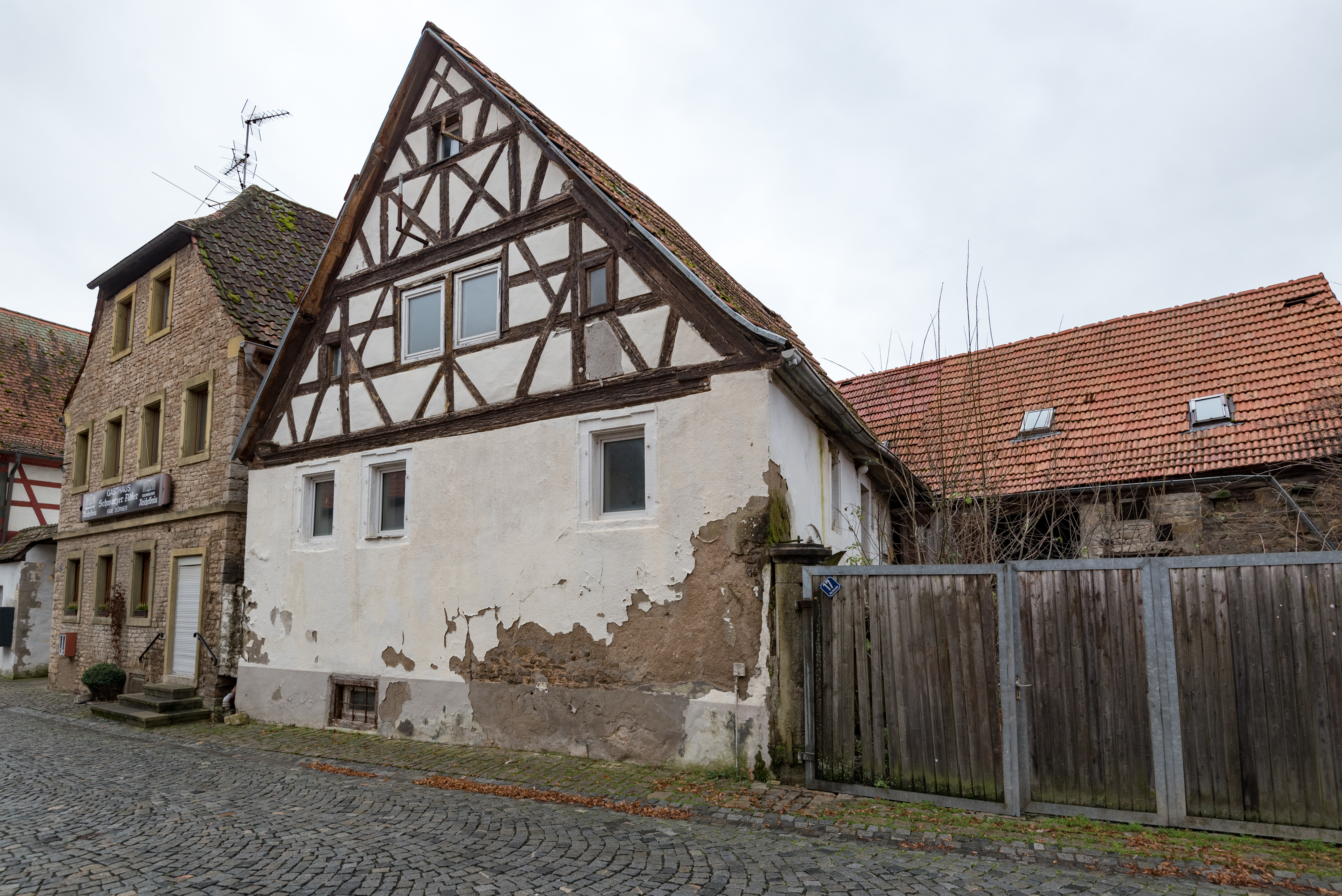
Das Haus in der Neuseser Dorfstraße

Das Haus Dorfstraße 17 (früher Hausnummer 79) ist ein denkmalgeschütztes Gebäude im Dettelbacher Ortsteil Neuses am Berg in Unterfranken.

## Geschichte
Das Haus Dorfstraße 17 entstand an der Wende vom 17. zum 18. Jahrhundert. Es wurde während der zweiten Hälfte des 18. und im 19. Jahrhundert von der Familie Drescher bewohnt, die in Neuses seit der Mitte des 17. Jahrhunderts nachgewiesen ist; sie könnte auch das Haus errichtet haben. Familienmitglieder stellten immer die Siebner und Gerichtsleute. Daneben waren sie als Häcker tätig.
Johann Martin Drescher kann im Haus 1777 nachgewiesen werden. Er war Untertan des katholischen Klosters Münsterschwarzach, gehörte aber der evangelischen Gemeinde im Ort an. Drescher heiratete zweimal, wobei die katholischen Behörden des Hochstifts Würzburg die Ehe mit Maria Barbara Weißmann lange Zeit verhinderten. Nach dem Tod der ersten Ehefrau ehelichte Drescher 1801 Maria Barbara Härtlein aus Herrnsheim. Nach seinem Tod am 2. Januar 1828 blieb das Haus wahrscheinlich in den Händen der Familie.
Im Jahr 1874 ist der 1843 geborene  Bauer Johann Georg Drescher im Anwesen nachgewiesen. Der Drescher heiratete in dem Jahr die in Dürrnbuch geborene Magdalena Huscher. Wahrscheinlich hatte er das Grundstück von seinem Vater Georg Kaspar Drescher geerbt, dem jüngsten Sohn des 1809 geborenen Johann Martin, der  1879 verstarb. Johann Georg Drescher war Bauer und verstarb wohl bereits im Jahr 1879, sodass das Haus wieder an den Vater gelangte. Weitere Besitzerwechsel sind nicht eindeutig bekannt.

## Beschreibung
Das Haus Dorfstraße 17, ein eingeschossiger Satteldachbau, wird vom Bayerischen Landesamt für Denkmalpflege als Baudenkmal geführt.  Da es an der Hauptstraße von Neuses stand, war es giebelständig errichtet worden. Das Erdgeschoss entstand in Massivbauweise, der Giebel besteht aus Fachwerk. Es hat noch die ursprüngliche Fensteraufteilung mit barocken Ohrungen. Das Haus ist Teil eines größeren Winkelhofes. Die sich rechtwinklig anschließende Scheune wurde erneuert und ist nicht denkmalgeschützt.